# Солнечное затмение 4 декабря 2021 года
Солнечное затмение 4 декабря 2021 года — полное солнечное затмение 152 сароса, максимальную фазу которого можно было наблюдать в Антарктиде. Это солнечное затмение представляло собой повторение через сарос полного солнечного затмения 23 ноября 2003 года. Следующее затмение данного сароса произойдёт 15 декабря 2039 года.
Полоса полной фазы затмения началась в южной части акватории Атлантического океана восточнее Фолклендских (Мальвинских) островов в точке с координатами примерно 52° ю. ш. и 51° з. д. Оттуда тень Луны направилась сначала в юго-восточном, а затем в южном направлении через море Уэдделла и вступила в Антарктиду. Перед её вступлением в Антарктиду в точке с координатами 76,8° ю. ш. и 46,2° з. д. в 7 ч. 34 мин. 38 с. по всемирному времени наступила наибольшая фаза затмения. В Антарктиде полоса полного затмения прошла через шельфовый ледник Ронне, изменив своё направление на северо-западное, затем проследовала через Землю Мэри Бэрд и западнее мыса Дарт вышла в акваторию Тихого океана, где и закончилась в точке с координатами примерно 66,5° ю. ш. и 135° з. д.
Частные фазы затмения были видны во всей Антарктиде, на юге Африки, на крайнем юго-востоке Австралии (штат Виктория и остров Тасмания) и в южных частях акваторий Атлантического, Индийского и Тихого океанов.

## Иллюстрации

Анимация затмения